# Pabellón de la Fama del Deporte Dominicano
El Pabellón de la Fama del Deporte Dominicano es un salón de la fama dedicado a inmortalizar a los mejores deportistas y propulsores de la historia del deporte dominicano. Fue fundado en enero de 1967 con el objetivo de rendir homenaje a los deportistas que en las diferentes disciplinas del deporte han dado prestigio y gloria a su patria. El actual auditorio está ubicado desde 2012 en Santo Domingo, República Dominicana.

## Historia
En enero de 1967 fue creado el Pabellón de la Fama del Deporte Dominicano por el Dr. Emil Kasse Acta; presidente de pabellón, Don Máximo Llaverías Martí; presidente del comité, Don Salvador Bernardino; vicepresidente, Don Rafael Dimas Reyes; tesorero, Don José A. González; secretario y Don Homero León Díaz, Don Mario Álvarez Dugan, Lic. Félix Mario Aguiar; vocales. Don Félix Acosta Núñez; delegado de los cronistas deportivos y Don Fidencio Garris; maestro de ceremonia. El Dr. Pedro Julio Santana fue nombrado presidente de honor para la primera ceremonia celebrado en octubre de ese mismo año.
En el año de su primera ceremonia, ingresaron los primeros trece miembros. Desde entonces, los exaltados han variado de cuatro a ocho miembros ingresados normalmente. A diferencia de 1991, donde fueron exaltados nueve miembros a la inmortalidad del deporte dominicano.